# فيكتور كابريرا (لاعب كرة قدم)
فيكتور كابريرا (بالإسبانية: Víctor Cabrera) (7 فبراير 1993 في الأرجنتين - ) هو لاعب كرة قدم أرجنتيني في مركز الدفاع. لعب مع إمباكت مونتريال وريفر بليت.

## وصلات خارجية
- فيكتور كابريرا على موقع الدوري الأمريكي (الإنجليزية)
- فيكتور كابريرا على موقع قاعدة بيانات كرة القدم.إي يو (الإنجليزية)
- فيكتور كابريرا على موقع Soccerway.com (الإنجليزية)
- فيكتور كابريرا على موقع عالم كرة القدم.نت (الإنجليزية)
- فيكتور كابريرا على موقع AS.com (الإسبانية)